# Apeadero de Junqueira
El Apeadero de Junqueira fue una plataforma ferroviaria de la Línea de Cascaes, que servía a la zona de la Calle de la Junqueira, en la ciudad de Lisboa, en Portugal.

## Historia

### Inauguración
Este apeadero se insertaba en el tramo entre Pedrouços y Alcântara-Mar de la Línea de Cascaes, que fue inaugurado el 6 de diciembre de 1890.